# Anomalon fuscipes
Anomalon fuscipes là một loài tò vò trong họ Ichneumonidae.